# کمون (فیلم)
کمون (دانمارکی: Kollektivet) فیلمی در ژانر درام به کارگردانی توماس وینتربرگ، محصول مشترک دانمارک، سوئد و هلند است که در سال ۲۰۱۶ میلادی منتشر شد. از بازیگران آن می‌توان به ترینه دورهلم اشاره کرد. این فیلم در بخش رقابتی کسب جایزهٔ خرس طلایی در شصت و ششمین دورهٔ جشنواره بین‌المللی فیلم برلین انتخاب شد. ترینه دورهلم برای ایفای نقش در این فیلم خرس نقره‌ای برای بهترین بازیگر زن این دوره از جشنواره را تصاحب کرد.

## بازیگران
- اولریش تامسن در نقش اریک
- فارس فارس در نقش آلون
- ترینه دورهلم در نقش آنا
- یولیه آونیته وانگ در نقش مونا
- لارش رانته در نقش اوله
- مائونوس میلان